# 화요일
| 요일   | 요일   | 요일   | 요일   | 요일   | 요일   | 요일   |
| ------ | ------ | ------ | ------ | ------ | ------ | ------ |
| 월요일 | 화요일 | 수요일 | 목요일 | 금요일 | 토요일 | 일요일 |

화요일(火曜日, Tuesday)은 요일 중의 하나로, 월요일 뒤의 날, 수요일 앞의 날이다. 월요일을 우선으로 하는 국가에서는 ISO 8601의 권고에 따라 한 주의 두 번째 날이다. 일요일을 우선으로 하는 국가에서는 한 주의 세 번째 날이다.
전통적 기독교 달력에서는 일요일을 기준으로 한 주의 셋째 날로 보는데, 대한민국의 일상에çcvv서 쓰이는 달력에서는 기독교와 일본의 영향으로 월요일에 이어 세번째에 배치된다.

## 이름
화요일은 북유럽 신화에서 게르만족이 믿는 전쟁의 신 티르에서 유래된 '티르의 날'(영어: Tuesday, 덴마크어: Tirsdag) 또는 '마르스의 날'(프랑스어: mardi, 이탈리아어: martedi, 스페인어: martes)을 어원으로 하고 있는데, 티르와 마르스 모두 화성을 상징하는 신이므로, 한국과 일본에서는 '화요일'로 불린다.

### 중국
- 중국에서는 화요일을 한 주의 둘째 날이라는 의미로 '星期二'라고 한다.

## 행사와 문화
- 미국에서는 윤년 11월 첫 번째 월요일이 낀 화요일을 슈퍼 화요일(Super Tuesday, 11월 2~8일)이라 하여 대통령 선거인단을 선출한다. 흔히 이날을 미국의 대통령 선거일이라고 부르기도 한다.
- 월요일에 개관하는 대한민국의 고궁[2]들은 보통 화요일에 휴관한다.

## 같이 보기
- 화요일로 시작하는 평년
- 화요일로 시작하는 윤년